# Admiral Vladimirsky (Schiff, 1975)
Die 1975 in Stettin gebaute Admiral Vladimirsky (russisch Адмирал Владимирский,  NATO-Codename Projekt 852) ist ein Forschungsschiff des Projekts 852 „Akademik Krylov“. Das nach dem sowjetischen Admiral Lew Wladimirski (1903–1973) benannte Schiff ist Teil der Baltischen Flotte Russlands. Insgesamt wurden im Rahmen des Projekts 852 sechs Schiffe gebaut, von denen noch zwei im Dienst sind. Das Schiff ist laut Geheimdiensterkenntnissen inoffiziell auch als Aufklärungsschiff im Einsatz.

## Technische Daten und Ausstattung
Das Schiff ist für die Forschungen auf dem Gebiet der chemischen Hydrologie, meeresbiologische Beobachtungen, Meeresmeteorologie, aktinometrische Beobachtungen, Wellenbeobachtungen, aerologische Beobachtungen konzipiert. Es hat eine Seeausdauer von bis zu 90 Tagen und kann dabei bis zu 24.000 Seemeilen zurücklegen. Das Schiff verfügt über 2 hydrographische Vermessungsboote und 19 spezialisierte Laboratorien an Bord. Es ist mit einem Kran für 7 Tonnen und zwei Kränen für 250 kg ausgestattet. Es gibt eine Plattform und einen Hangar für einen Hubschrauber vom Typ Ka-25. Der Rumpf ist eisverstärkt und in der Lage, dem Druck von bis zu 1 m dickem Eis standzuhalten. Das Schiff bietet Platz für 90 Mann Besatzung und 80 Wissenschaftler.

### Antrieb
Das Schiff wird von zwei Sechzehnzylinder-Viertakt-Dieselmotoren des Herstellers Sulzer mit zusammen 16.000 PS Leistung angetrieben. Die in Polen in Lizenz gebauten Motoren wirken auf zwei Festpropeller. Das Schiff erreicht eine Marschgeschwindigkeit von rund 19 kn. Für die Stromversorgung stehen vier von Dieselmotoren mit jeweils 800 kW Leistung angetriebene Generatoren sowie ein von einem Dieselmotor mit 115 kW Leistung angetriebener Notgenerator zur Verfügung. Das Schiff verfügt über ein Bugstrahlruder.

### Sensoren
Die Admiral Vladimirsky wurde mit zwei MR-415-Poisk-Navigationsradaren und einem MR-231-Navigationsradar sowie einem Chrom-K-IFF-System ausgestattet. Vervollständigt werden die Sensoren unter anderem durch einen ARP-50R-Funkpeiler.

## Aufklärungstätigkeit
Laut skandinavischen Medien betrieb die Admiral Vladimirsky im Herbst 2022 Spionage in europäischen Gewässern; dabei berufen sie sich auf Geheimdienstinformationen. Laut den Geheimdiensterkenntnissen hielt sich die Admiral Vladimirsky in jenem Zeitraum mehrere Wochen ohne aktivierten Positionstransmitter (AIS) in der Ostsee, im Großen Belt, im Kattegat und in der Nordsee in der Nähe bereits gebauter oder geplanter Offshore-Windparks auf. Dabei habe das Schiff laufend Funknachrichten mit der eigenen Position an eine Marinebasis in Russland geschickt. Den Geheimdienstberichten zufolge sollte mittels des Aufklärungsschiffs auch die genaue Position von unterseeischen Gaspipelines und unterseeischen Strom- und Internetkabeln von nordeuropäischen Staaten ermittelt werden. Die Sender hatten im April 2023 außerdem berichtet, dass die Admiral Vladimirsky eines von insgesamt 50 russischen Schiffen ist, die im Zeitraum von 10 Jahren verdächtigen Aktivitäten in Gewässern auf der Nordhalbkugel nachgegangen sind, und dass russische Spionageaktivitäten in europäischen Gewässern nicht beendet sind.